# 鈴村順一
鈴村 順一（すずむら じゅんいち）は、日本の地震工学者。日本大学理工学部土木工学科教授（理学博士（東京理科大学））。
東京理科大学大学院理工学研究科博士課程修了、日本大学短期大学部勤務を経て、現在日本大学理工学部土木工学科教授．

## 研究課題
- 地震波動の伝播
- 災害情報地図作成システム
- 杭基礎の動的振動解析
- 橋梁の動的振動解析

## 主な著作・編著・共著・監修
- 建設・環境工学系の応用数学(2006) 出版社：鹿島出版会
- 不静定構造の力学(2001) 出版社：理工図書株式会社
- 工学C(2000) 出版社：株式会社ナカニシヤ出版
- 工学FORTRAN(2000) 出版社：株式会社ナカニシヤ出版
- 情報リテラシー(2000) 出版社：株式会社ナカニシヤ出版

## 主な受賞
- 通信ソサイエティ功労顕彰状